# Jorgo Papingji
Jorgo Papingji (ur. 10 czerwca 1942 we Wlorze, zm. 21 marca 2024 w Tiranie) – albański poeta, autor ponad 4,2 tys. tekstów utworów.

## Życiorys
Swoją działalność artystyczną rozpoczął już w szkole podstawowej, udzielając się w dwóch gazetkach szkolnych. Publikował następnie swoje poezje w czasopiśmie Zëri i rinisë.
Ukończył studia w zakresie nauk ścisłych, pracował następnie jako nauczyciel, pełnił także funkcję dyrektora kilku szkół w Tiranie.
Współpracował z Aleksandrem Lalo, był autorem tekstu do utworu Kur jemi bashkë të dy, który w 1973 roku zajął III miejsce w Festivali i Këngës 13.